# Cognitive Walkthrough
Der Cognitive Walkthrough (CW), zu deutsch kognitiver Durchgang, Durchdenken eines Problems, ist eine Usability-Inspektionsmethode und gehört zu den analytischen Evaluationsverfahren im Gegensatz zu empirischen Evaluationsverfahren wie dem Usability-Test. Beim Cognitive Walkthrough versetzt sich ein Usability-Experte in einen hypothetischen Benutzer und analysiert konkrete vorgegebene Handlungsabläufe. Dabei geht er davon aus, dass der Anwender den Weg des geringsten kognitiven Aufwands gehen wird.
Der Cognitive Walkthrough wurde in den frühen 1990er Jahren von Cathleen Wharton unter anderem entwickelt und basiert auf der Theorie zum explorierenden Lernen, die aus der Kognitionswissenschaft stammt.

## Ziele
Mit einem Cognitive Walkthrough wird vor allem die leichte Erlernbarkeit der Bedienung eines Produktes ermittelt. Ziel eines Cognitive Walkthroughs ist es, dem Designer zu erklären, ob, wo und warum das Design die Interaktion zwischen Benutzer und Produkt beeinträchtigen wird. Differenzen zwischen der Sicht des Benutzers und des Entwicklers bezüglich der Bewältigung von Aufgaben werden aufgedeckt. Auch eine schlechte Menübezeichnung und unzureichende Rückmeldungen des Systems können durch einen Cognitive Walkthrough erkannt werden.

## Durchführung
Der Ablauf eines Cognitive Walkthrough gliedert sich in vier Schritte.

### 1. Schritt: Input definieren
Zunächst muss der Cognitive Walkthrough gut vorbereitet werden.
- Benutzercharakteristiken: Die typische Benutzergruppe des Produkts wird definiert, d. h. welche Personengruppen das Produkt hauptsächlich nutzen und welches Wissen und Erfahrungen bei ihnen bestehen.
- Beispielaufgaben: Nach der Bestimmung der Benutzercharakteristiken werden eine oder mehrere Aufgaben ermittelt, die der fiktive Benutzer erledigen will. Wichtig ist hierbei, dass typische und realistische Aufgaben gewählt werden.
- Handlungssequenzen: Für jede der Aufgaben wird festgelegt, welchen Weg der Besucher idealerweise gehen wird, um seine Aufgabe zu erledigen.

### 2. Schritt: Untersuchung der Handlungssequenz
Der Gutachter prüft nun die Einzelschritte des korrekten Lösungswegs, wobei für jede Benutzereingabe die zuvor nötigen Voraussetzungen, sowie die daraus resultierenden Folgen zu durchdenken sind. Folgende Fragen können dazu hilfreich sein:
- Wird der Benutzer versuchen, den richtigen Effekt zu erzielen?
- Wird der Benutzer erkennen, dass die korrekte Aktion zur Verfügung steht?
- Wird der Benutzer eine Verbindung herstellen zwischen der korrekten Aktion und dem gewünschten Effekt?
- Wenn die korrekte Aktion ausgeführt worden ist: Wird der Benutzer den Fortschritt erkennen, also Rückmeldung erhalten?

### 3. Schritt: Protokollierung kritischer Informationen
In dieser Phase des Cognitive Walkthroughs hält der Gutachter zwei Arten von Informationen fest, die er während der Analyse des Produkts gewonnen hat:
- Welche Informationen, in Form von Kenntnissen und Erfahrung der Benutzer zum erfolgreichen Erledigen der verschiedenen Handlungsschritte benötigt
- Daten über Aktionen, die wahrscheinlich zu Fehlbedienungen und damit zu Problemen beim Nutzer führen
- Zusätzlich sind die mutmaßlichen Gründe für die Fehlbedienung anzugeben.

Während des Tests sollen die zuvor festgelegten Abläufe nicht mehr verändert werden.

### 4. Schritt: Revision des Interfaces
Um aus einem Cognitive Walkthrough Verbesserungsvorschläge abzuleiten, können verschiedene Möglichkeiten bei der Behebung dieser Fehler helfen. Dabei ist es entscheidend zu wissen, welches Problem auftritt. Wie zuvor bei den Handlungssequenzen können auch hier die vier Fragen helfen, die möglichen Lösungen zu erkennen.
Beispiel: Wird der Benutzer nicht erkennen, dass die richtige Funktion zur Verfügung steht, bieten sich verschiedene Ansätze zur Lösung des Problems an:
- deutlichere Präsentation der erforderlichen Aktion (Button hervorheben, Link mittig platzieren)
- Button, Menüpunkt umbenennen
- überflüssige Informationen entfernen, damit die benötigte sofort sichtbar ist

## Vor- und Nachteile
Die Vorteile des Cognitive Walkthroughs im Vergleich zu anderen Methoden liegen darin, dass er die einzige Methode zur Überprüfung der Handhabung eines Produktes ist. Weiterhin ist positiv zu vermerken, dass er schnell und einfach durchführbar ist und nur geringe Kosten verursacht. Darüber hinaus kann er schon in einem frühen Entwicklungsstadium eingesetzt werden, wenn Benutzertests noch undurchführbar sind.
Nachteilig ist, dass Experten testen und kein tatsächlicher Anwender. Aufwendig ist die vorausgehende detaillierte Aufgabenanalyse und dass für jede Aufgabe ein eigener Cognitive Walkthrough entwickelt werden muss.